# Apache Flume
Apache Flume è un servizio distribuito affidabile e disponibile per la raccolta, l'aggregazione e il trasporto di un grande quantitativo di dati di log in maniera efficiente.
Ha un'architettura semplice e flessibile.
È un sistema robusto e tollerante al fallimento con meccanismi di impostazione dell'affidabilità e di recupero dati.
Usa un modello dati estensibile utile per applicazioni analitiche online.